# Danh sách cầu thủ tham dự Giải vô địch bóng đá Đông Nam Á 2008
Sau đây là danh sách cầu thủ tham gia Giải vô địch bóng đá Đông Nam Á 2008 (AFF Suzuki Cup 2008) được tổ chức tại Indonesia (bảng A) và Thái Lan (bảng B) từ ngày 5 đến 28 tháng 12 năm 2008.

## Bảng A

### Indonesia
Huấn luyện viên trưởng:  Benny Dollo
| Số | Vt | Cầu thủ               | Ngày sinh (tuổi)     | Số trận | Câu lạc bộ      |
| -- | -- | --------------------- | -------------------- | ------- | --------------- |
| 1  | TM | Markus Horison        | 14 tháng 3, 1981     |         | PSMS Medan      |
| 2  | HV | Muhamad Roby          | 12 tháng 9, 1985     |         |                 |
| 3  | HV | Erol Iba              | 06 tháng 4, 1979     |         |                 |
| 5  | HV | Fandy Mochtar         |                      |         |                 |
| 6  | HV | Charis Yulianto       | 11 tháng 7, 1978     |         |                 |
| 8  | TĐ | Elie Aiboy            | 20 tháng 4, 1979     |         |                 |
| 9  | TĐ | Talaomu Abdulmushafry | 19 tháng 2, 1982     |         |                 |
| 10 | TĐ | Aliyudin              | 07 tháng 5, 1970     |         |                 |
| 11 | TV | Ponaryo Astaman       | 25 tháng 9, 1979     |         |                 |
| 12 | TM | Ferry Rotinsulu       | 28 tháng 12 năm 1982 |         |                 |
| 13 | TĐ | Budi Sudarsono        | 19 tháng 9, 1979     |         | Persija Jakarta |
| 14 | TV | Ismed Sofyan          | 28 tháng 8, 1979     |         | Persija Jakarta |
| 15 | TV | Firman Utina          | 15 tháng 12 năm 1981 |         |                 |
| 16 | TV | Syamsul Bachri        | 09 tháng 2, 1983     |         |                 |
| 17 | HV | Muhammad Ilham        | 22 tháng 1, 1981     |         | Persija Jakarta |
| 19 | TV | Arif Suyono           | 03 tháng 1, 1984     |         |                 |
| 20 | TĐ | Bambang Pamungkas     | 10 tháng 6, 1980     |         | Persija Jakarta |
| 25 | HV | Isnan Ali             | 15 tháng 9, 1979     |         |                 |
| 26 | TV | Irsyad Aras           | 04 tháng 3, 1979     |         |                 |
| 30 | HV | Nova Arianto          | 04 tháng 11 năm 1978 |         | Persib Bandung  |

### Singapore
Huấn luyện viên trưởng:  Radojko Avramovic
| Số | Vt | Cầu thủ             | Ngày sinh (tuổi)     | Số trận | Câu lạc bộ      |
| -- | -- | ------------------- | -------------------- | ------- | --------------- |
| 1  | TM | Hassan Sunny        | 02 tháng 4, 1984     | 16 (0)  | Tampines Rovers |
| 2  | TV | Ridhuan Muhammad    | 06 tháng 5, 1984     | 42 (3)  | Tampines Rovers |
| 3  | HV | Baihakki Khaizan    | 31 tháng 1, 1984     | 58 (1)  | Young Lions     |
| 4  | TV | Isa Halim           | 15 tháng 5, 1986     | 21 (0)  | Young Lions     |
| 5  | HV | Noh Rahman          | 02 tháng 8, 1980     | 57 (0)  | Geylang United  |
| 6  | HV | Precious Emuejeraye | 21 tháng 3, 1983     | 38 (0)  | Gombak United   |
| 7  | TV | Thi Giai Ý          | 02 tháng 9, 1983     | 34 (2)  | Home United     |
| 8  | TĐ | Mohd Noh Alam Shah  | 03 tháng 9, 1980     | 62 (24) | Tampines Rovers |
| 9  | TĐ | Aleksandar Duric    | 12 tháng 8, 1970     | 12 (5)  | SAFFC           |
| 10 | TĐ | Indra Sahdan Daud   | 05 tháng 3, 1979     | 96 (24) | Home United     |
| 11 | TĐ | Agu Casmir          | 22 tháng 3, 1984     | 22 (7)  | Gombak United   |
| 13 | HV | Juma'at Jantan      | 23 tháng 2, 1984     | 7 (0)   | Home United     |
| 14 | TV | John Wilkinson      | 24 tháng 8, 1979     | 17 (3)  | SAFFC           |
| 15 | TV | Mustafic Fahrudin   | 17 tháng 4, 1981     | 37 (4)  | Tampines Rovers |
| 16 | HV | Daniel Bennett      | 07 tháng 1, 1978     | 74 (6)  | SAFFC           |
| 17 | TV | Shahril Ishak       | 23 tháng 1, 1984     | 61 (5)  | Home United     |
| 18 | TM | Lionel Lewis        | 16 tháng 12 năm 1982 | 55 (0)  | Home United     |
| 19 | HV | Ismail Yunos        | 24 tháng 10 năm 1986 | 6 (0)   | Young Lions     |
| 21 | TV | Mustaqim Manzur     | 28 tháng 1, 1982     | 5 (0)   | SAFFC           |
| 22 | HV | Shaiful Esah        | 26 tháng 5, 1986     | 0 (0)   | SAFFC           |
| 23 | TM | Hyrulnizam Jumaat   | 14 tháng 11 năm 1986 | 0 (0)   | Young Lions     |
| 26 | HV | Rosman Sulaiman     | 06 tháng 11 năm 1982 | 0 (0)   | Home United     |

### Myanmar
Huấn luyện viên trưởng:  Marcos Antonio Falopa
| Số | Vt | Cầu thủ         | Ngày sinh (tuổi)     | Số trận | Câu lạc bộ          |
| -- | -- | --------------- | -------------------- | ------- | ------------------- |
| 1  | TM | Aung Aung Oo    | 08 tháng 6, 1982     |         | Finance and Revenue |
| 2  | HV | U Min Thu       | 02 tháng 6, 1979     |         | Commerce            |
| 3  |    | Thura Aung      |                      |         |                     |
| 4  | TV | Kyaw Khing Win  | 23 tháng 12 năm 1983 |         |                     |
| 5  | HV | Moe Win         |                      |         |                     |
| 6  | HV | Khin Maung Lwin | 14 tháng 7,1980      |         |                     |
| 7  | TV | Aung Myo Thant  | 01 tháng 12 năm 1988 |         |                     |
| 8  | TV | Zaw Htet Aung   | 11 tháng 5, 1987     |         | Energy              |
| 9  | TĐ | Yan Paing       | 27 tháng 11 năm 1983 |         | Finance and Revenue |
| 10 | TĐ | Soe Myat Min    | 19 tháng 5, 1982     |         | Finance and Revenue |
| 11 | TV | Myo Min Tun     | 14 tháng 7, 1986     |         | Commerce            |
| 12 | TV | Aung Kyaw Moe   | 02 tháng 7, 1983     |         | Finance and Revenue |
| 13 | HV | Han Win Aung    | 17 tháng 12 năm 1986 |         |                     |
| 14 | HV | Zaw Lin Tun     |                      |         |                     |
| 15 | TV | Tun Tun Win     | 15 tháng 10 năm 1987 |         | Finance and Revenue |
| 16 | TV | Yazar Win Thein | 19 tháng 4, 1988     |         |                     |
| 17 | TV | Pai Soe         | 22 tháng 3, 1987     |         |                     |
| 18 | TĐ | Aung Kyaw Myo   | 05 tháng 5, 1990     |         |                     |
| 19 | TĐ | Kyaw Thiha      | 24 tháng 8, 1986     |         |                     |
| 20 | TĐ | Si Thu Win      |                      |         |                     |
| 22 | TM | Kyaw Zin Htet   | 12 tháng 3, 1990     |         |                     |

### Campuchia
Huấn luyện viên trưởng:  Prak Sovannara
| Số | Vt | Cầu thủ          | Ngày sinh (tuổi)     | Số trận | Câu lạc bộ |
| -- | -- | ---------------- | -------------------- | ------- | ---------- |
| 1  | TM | Samreth Seiha    | 22 tháng 4, 1990     |         |            |
| 2  | HV | Kim Chanbunrith  | 12 tháng 3, 1979     |         |            |
| 3  | HV | Lay Raksmey      | 29 tháng 10 năm 1989 |         |            |
| 4  | HV | Tieng Tiny       | 09 tháng 6, 1986     |         |            |
| 5  | HV | Thul Sothearith  | 28 tháng 11 năm 1985 |         |            |
| 6  | HV | Chea Virath      | 07 tháng 9, 1982     |         |            |
| 7  | TV | Khim Borey       | 29 tháng 9, 1989     |         |            |
| 8  | TV | Ieng Saknida     | 17 tháng 3, 1980     |         |            |
| 9  | TĐ | Hok Sochivorn    |                      |         |            |
| 10 | TĐ | Kouch Sokumpheak | 15 tháng 2, 1987     |         |            |
| 11 | TV | Chan Rithy       | 11 tháng 11 năm 1984 |         |            |
| 13 | TV | San Narith       | 07 tháng 11 năm 1986 |         |            |
| 14 | TV | Sun Sovannarith  | 11 tháng 2, 1987     |         |            |
| 16 | TV | Samel Nasa       | 25 tháng 4, 1984     |         |            |
| 17 | TĐ | Sok Rithy        | 30 tháng 12 năm 1990 |         |            |
| 18 | TM | Ouk Mic          | 1 tháng 1 năm 1980   |         |            |
| 19 | TV | Pich Sina        | 16 tháng 3, 1982     |         |            |
| 20 | HV | Sun Samprat      | 13 tháng 7, 1983     |         |            |
| 22 | TV | Ngoun Chansothea |                      |         |            |
| 23 | TV | Hout Sokunthea   | 20 tháng 10 năm 1990 |         |            |

## Bảng B

### Malaysia
Huấn luyện viên trưởng:  B. Sathianathan
| Số | Vt | Cầu thủ                               | Ngày sinh (tuổi)     | Số trận | Câu lạc bộ         |
| -- | -- | ------------------------------------- | -------------------- | ------- | ------------------ |
| 1  | TM | Syed Adney Syed Hussein               | 29 tháng 11 năm 1986 | 3 (0)   | UPB-MyTeam FC      |
| 2  | HV | S. Subramaniam                        | 31 tháng 8, 1985     | 5 (0)   | Perak FA           |
| 4  | HV | Mohd Asraruddin Putra Omar            | 26 tháng 3, 1988     | 3 (0)   | Selangor FA        |
| 5  | HV | Norhafiz Zamani Misbah                | 15 tháng 7, 1981     | 53 (2)  | KL PLUS FC         |
| 7  | HV | Mohd Aidil Zafuan Abdul Radzak        | 03 tháng 8, 1987     | 14 (1)  | Negeri Sembilan FA |
| 8  | TĐ | Mohd Zaquan Adha Abdul Radzak         | 03 tháng 8, 1987     | 10 (2)  | Negeri Sembilan FA |
| 9  | TV | Mohd Nor Farhan Muhammad              | 19 tháng 12 năm 1984 | 11 (0)  | Kelantan FA        |
| 10 | TĐ | Mohd Safee Mohd Sali                  | 29 tháng 1, 1984     | 16 (6)  | Selangor FA        |
| 11 | TĐ | Mohd Nizaruddin Yusof                 | 10 tháng 11 năm 1979 | 50 (7)  | Perlis FA          |
| 12 | TV | Muhammad Shukor Adan                  | 24 tháng 9, 1979     | 41 (3)  | Negeri Sembilan FA |
| 13 | TĐ | Indra Putra Mahayuddin                | 02 tháng 9, 1981     | 34 (12) | Kelantan FA        |
| 14 | TV | Mohd Khyril Muhymeen Zambri           | 10 tháng 5, 1987     | 13 (2)  | Kedah FA           |
| 15 | HV | Mohd Daudsu Jamaluddin                | 18 tháng 3, 1985     | 8 (0)   | Kelantan FA        |
| 18 | HV | Muhamad Kaironnisam Sahabudin Hussain | 10 tháng 5, 1979     | 51 (2)  | UPB-MyTeam FC      |
| 19 | TV | Mohammad Hardi Jaafar                 | 30 tháng 5, 1979     | 25 (4)  | Selangor FA        |
| 20 | TĐ | Hairuddin Omar                        | 29 tháng 9, 1979     | 49 (13) | PBDKT T-Team FC    |
| 22 | TM | Mohd Helmi Eliza Elias                | 20 tháng 1, 1983     | 6 (0)   | Kedah FA           |
| 24 | TĐ | Farderin Kadir                        | 30 tháng 1, 1987     | 0 (0)   | Kuala Muda NAZA FC |
| 25 | TV | Azi Shahril Azmi                      | 20 tháng 9, 1985     | 7 (0)   | Perlis FA          |
| 26 | HV | Muhammad Juzaili Samion               | 18 tháng 5, 1981     | 16 (0)  | UPB-MyTeam FC      |
| 27 | TV | Mohd Amirul Hadi Zainal               | 27 tháng 5, 1986     | 9 (3)   | Selangor FA        |
| 28 | TM | Mohd Farizal Marlias                  | 29 tháng 6, 1986     | 0 (0)   | Perlis FA          |

### Thái Lan
Huấn luyện viên trưởng:  Peter Reid
| Số | Vt | Cầu thủ                 | Ngày sinh (tuổi)     | Số trận | Câu lạc bộ                       |
| -- | -- | ----------------------- | -------------------- | ------- | -------------------------------- |
| 1  | TM | Kittisak Rawangpa       | 03 tháng 1, 1975     | 38 (0)  | Osotsapa                         |
| 2  | HV | Suree Sukha             | 27 tháng 7, 1982     | 34 (2)  | Chonburi                         |
| 3  | HV | Patiparn Phetphun       | 25 tháng 9, 1985     | 10 (3)  | Provincial Electricity Authority |
| 4  | HV | Cholratit Jantakam      | 02 tháng 6, 1985     | 3 (0)   | Chonburi                         |
| 5  | HV | Niweat Siriwong         | 18 tháng 7, 1977     | 88 (3)  | BEC Tero Sasana                  |
| 6  | HV | Nattaporn Phanrit       | 11 tháng 1, 1982     | 36 (2)  | Muang Thong United               |
| 7  | TV | Datsakorn Thonglao      | 30 tháng 12 năm 1983 | 51 (8)  | Hoàng Anh Gia Lai                |
| 8  | TV | Suchao Nutnum           | 17 tháng 5, 1983     | 29 (4)  | TOT                              |
| 9  | TĐ | Ronnachai Rangsiyo      | 01 tháng 8, 1988     | 3 (1)   | Provincial Electricity Authority |
| 10 | TĐ | Teerasil Dangda         | 06 tháng 6, 1988     | 16 (6)  | Muang Thong United               |
| 11 | TV | Tana Chanabut           | 06 tháng 6, 1984     | 8 (1)   | Coke-Bangpra                     |
| 12 | HV | Natthaphong Samana      | 29 tháng 6, 1984     | 18 (1)  | Chonburi                         |
| 13 | TĐ | Anon Sangsanoi          | 03 tháng 3, 1984     | 4 (0)   | BEC Tero Sasana                  |
| 14 | TĐ | Teerathep Winothai      | 16 tháng 2, 1985     | 24 (11) | Lierse SK                        |
| 15 | TV | Surat Sukha             | 27 tháng 7, 1982     | 3 (0)   | Chonburi                         |
| 16 | TV | Arthit Sunthornpit      | 19 tháng 1, 1986     | 2 (0)   | Chonburi                         |
| 17 | TV | Sutee Suksomkit         | 05 tháng 6, 1980     | 52 (2)  | Tampines Rovers                  |
| 18 | TM | Kosin Hathairattanakool | 23 tháng 3, 1982     | 41 (0)  | Chonburi                         |
| 19 | TV | Pichitphong Choeichiu   | 28 tháng 8, 1982     | 32 (2)  | Krung Thai Bank                  |
| 20 | HV | Panupong Wongsa         | 23 tháng 11 năm 1983 | 1 (0)   | Provincial Electricity Authority |
| 21 | TV | Salahudin Arware        | 01 tháng 11 năm 1983 | 2 (0)   | Muang Thong United               |
| 22 | HV | Rangsan Viwatchaichok   | 22 tháng 1, 1979     | 6 (0)   | Provincial Electricity Authority |

### Việt Nam
Huấn luyện viên trưởng:  Henrique Calisto
| Số       | Vt | Cầu thủ            | Ngày sinh (tuổi)     | Số trận | Câu lạc bộ            |
| -------- | -- | ------------------ | -------------------- | ------- | --------------------- |
| Thủ môn  |    |                    |                      |         |                       |
| 1        |    | Dương Hồng Sơn     | 20 tháng 11 năm 1982 |         | T&T Hà Nội            |
| 15       |    | Bùi Quang Huy      | 24 tháng 7 năm 1982  |         | Nam Định              |
| 20       |    | Trần Đức Cường     | 20 tháng 5 năm 1985  |         | SHB Đà Nẵng           |
| Hậu vệ   |    |                    |                      |         |                       |
| 2        |    | Đoàn Việt Cường    | 3 tháng 6 năm 1985   |         | Cao su Đồng Tháp      |
| 3        |    | Nguyễn Minh Đức    | 14 tháng 9 năm 1983  |         | TCDK Sông Lam Nghệ An |
| 4        |    | Lê Phước Tứ        | 15 tháng 4 năm 1984  |         | Thể Công              |
| 6        |    | Phan Thanh Giang   | 3 tháng 10 năm 1981  |         | Đồng Tâm Long An      |
| 7        |    | Vũ Như Thành       | 28 tháng 8 năm 1981  |         | Becamex Bình Dương    |
| 11       |    | Lê Quang Cường     | 2 tháng 1 năm 1983   |         | SHB Đà Nẵng           |
| 16       |    | Huỳnh Quang Thanh  | 4 tháng 6 năm 1984   |         | Becamex Bình Dương    |
| Tiền vệ  |    |                    |                      |         |                       |
| 5        |    | Nguyễn Minh Châu   | 9 tháng 1 năm 1985   |         | Xi măng Hải Phòng     |
| 8        |    | Thạch Bảo Khanh    | 25 tháng 4 năm 1979  |         | Thể Công              |
| 10       |    | Trần Trường Giang  | 1 tháng 11 năm 1976  |         | Becamex Bình Dương    |
| 12       |    | Nguyễn Minh Phương | 5 tháng 7 năm 1980   |         | Đồng Tâm Long An      |
| 14       |    | Lê Tấn Tài         | 4 tháng 1 năm 1984   |         | Khatoco Khánh Hòa     |
| 17       |    | Nguyễn Vũ Phong    | 6 tháng 2 năm 1985   |         | Becamex Bình Dương    |
| 19       |    | Phạm Thành Lương   | 10 tháng 9 năm 1988  |         | Hà Nội ACB            |
| 22       |    | Phan Văn Tài Em    | 23 tháng 4 năm 1982  |         | Đồng Tâm Long An      |
| Tiền đạo |    |                    |                      |         |                       |
| 9        |    | Lê Công Vinh       | 10 tháng 12 năm 1985 |         | T&T Hà Nội            |
| 13       |    | Nguyễn Quang Hải   | 1 tháng 11 năm 1985  |         | Khatoco Khánh Hòa     |
| 18       |    | Phan Thanh Bình    | 1 tháng 11 năm 1986  |         | Cao su Đồng Tháp      |
| 21       |    | Nguyễn Việt Thắng  | 13 tháng 9 năm 1981  |         | Đồng Tâm Long An      |

### Lào
Huấn luyện viên trưởng:  Saysana Savatdy
| Số | Vt | Cầu thủ                     | Ngày sinh (tuổi)     | Số trận | Câu lạc bộ    |
| -- | -- | --------------------------- | -------------------- | ------- | ------------- |
| 1  | TM | Sengphachan Bounthisanh     | 14 tháng 6, 1980     |         |               |
| 2  | HV | Saynakhonevieng Phommapanya |                      |         |               |
| 3  | HV | Kitsada Thongkhen           | 08 tháng 4, 1987     |         |               |
| 4  | HV | Ketsada Souksavanh          | 23 tháng 11 năm 1992 |         |               |
| 5  | TV | Kovanh Namthavixay          | 23 tháng 9, 1987     |         |               |
| 6  | HV | Chandalaphone Liemvisay     |                      |         |               |
| 7  | TV | Sounthalay Xaysongkham      | 21 tháng 8, 1987     |         |               |
| 8  | TĐ | Lamnoum Singto              |                      |         | Raj Pracha FC |
| 9  | TĐ | Visay Phaphouvaninh         |                      |         |               |
| 10 | TV | Nicksand Somvong            | 06 tháng 2, 1987     |         |               |
| 11 | TĐ | Viengsavanh Sayyaboun       | 03 tháng 6, 1989     |         |               |
| 12 | TV | Phayvanh Louanglath         |                      |         |               |
| 13 | HV | Kaysone Soukhavong          |                      |         |               |
| 14 | HV | Saychon Khunsamnarn         | 19 tháng 7, 1990     |         |               |
| 16 | HV | Vongphet Sylisay            | 17 tháng 9, 1988     |         |               |
| 17 | TV | Sangvone Phimmasen          | 16 tháng 11 năm 1989 |         |               |
| 18 | HV | Keovisiane Keovilay         |                      |         |               |
| 20 | TM | Souvanpheng Phanthavong     |                      |         |               |
| 22 | TM | Toulakham Sitthidaphone     | 19 tháng 10 năm 1986 |         |               |